# Biennale de la chanson française
La Biennale de la chanson française est une association belge s'occupant, par le biais d'un concours tous les deux ans et par l'organisation de divers festivals, de la promotion et de la diffusion d'artistes francophones. En 2016, la Biennale est devenue le festival Francofaune.

## Présentation
La Biennale de la chanson française est une association sans but lucratif de droit belge dont les missions sont :
- l'organisation d'un concours de chanson française en Belgique tous les deux ans (années paires) ;
- la promotion des lauréats durant deux ans (à dater des années impaires suivant les concours) ;
- l'organisation annuelle du festival « Rallye Chantons français ! » qui, chaque dernier week-end de septembre, propose à l'occasion des fêtes de la Communauté française de Belgique, une cinquantaine de concerts gratuits dans une vingtaine de lieux culturels à Bruxelles.

Composée de professionnels de la chanson, de la programmation et de la diffusion en Belgique, son assemblée générale se veut à la fois ouverte aux découvertes et défenseur d'une certaine chanson que l'on pourrait qualifier de « chanson d'expression », dans laquelle la qualité des textes, l'originalité des propos et l'authenticité des artistes sont les maîtres-mots.
Subventionnée par la Cocof et par la Communauté française de Belgique, Service de la musique, la Biennale de la chanson française fête en 2009 ses quinze années d'existence.

## Historique
Créée en 1994 à l'instigation du ministre Didier Gosuin, chargé à l'époque de la culture en région bruxelloise, la Biennale de la chanson française est devenue l'un des plus importants concours de chanson française en Belgique. Lors de ses deux premières éditions en 1994 et 1996, il s'adressait exclusivement aux artistes bruxellois. Les lauréats de la première édition étaient Tam Echo Tam, Anouk Ganzevoort, Hughes Maréchal et, en 1996, Philmarie, Marie-Sophie Talbot et Tome Deux (Fabienne Coppens).
Dès sa troisième édition en 1998, la Biennale s'est élargie à la Wallonie. Depuis, tous les deux ans, deux cents candidats se présentent à chaque édition. Au terme d'un long processus de sélections, d'abord sur enregistrements, puis en public (avec quarts de finale, demi-finales et finale), des artistes de renom ont brûlé leurs premières planches grâce à ce concours. Citons, sans exhaustivité, Daniel Hélin, Zoé et Vincent Venet (1998), Dimitri et Marie Chasles(2000), Vincent Delbushaye et Cloé du Trèfle (2002), l'Orchestre du Mouvement perpétuel, Stéphanie Blanchoud, Été 67 et Pascale Delagnes (2004), Daphné D, JeanMi (Z) et Mary M (2006), et enfin Oxymore, Achille Ridolfi et Brazuk (2008).
Pour sa neuvième édition (2010), la Biennale de la chanson française a reçu une fois encore plus de deux cents candidatures. Quarante artistes ont été retenus et ont sillonné la Belgique entre avril et juin 2010 dans un véritable festival itinérant de découvertes. Les cinq lauréats désignés le 11 septembre 2010 sont Karim Gharbi, Coenguen, Jules&Jo, Pierre Simon et Florian Parra.

## Le concours
Tous les deux ans (années paires), la Biennale organise un concours dont les lauréats seront programmés et diffusés en Belgique et dans toute la Francophonie (principalement France, Suisse et Québec).
Doté de prix importants (16 000 € au total pour la dernière édition), d'une crédibilité certaine en Belgique et de partenariats privilégiés avec les diffuseurs français, suisses et québécois, ce concours permet à de jeunes artistes d'éclore rapidement et de prendre leur envol.
Le concours commence traditionnellement par un appel aux candidatures entre le 1er janvier et le 1er mars. Deux cents candidats s'inscrivent à chaque édition. Au terme d'un jury d'écoute, une quarantaine de candidats sont retenus pour les sélections publiques. Celles-ci ont lieu dans une dizaine de salles à Bruxelles et en Wallonie où, à chaque fois, quatre candidats disposent de vingt minutes pour convaincre le public et le jury.
À la fin de toutes les sélections publiques, dix candidats sont retenus pour les deux demi-finales, une à Bruxelles et l'autre en Wallonie.
Enfin, cinq candidats sont retenus pour la finale qui a lieu à Bruxelles en septembre dans une grande salle (Halles de Schaerbeek, Centre culturel de Woluwé-Saint-Pierre...).
Les cinq candidats bénéficient, avant la finale, d'un stage de création d'une semaine durant laquelle ils participent à des ateliers d'écriture, des cours de régie et des classes de mise en scène.
Enfin, au terme de la finale, trois lauréats sont désignés, et d'autres prix (prix du public, prix Une Autre Chanson, prix Couleur Chansons, etc.) permettent en général de voir tous les finalistes partir avec une récompense.

## La promotion
Durant les deux années qui suivent le concours, les lauréats bénéficient d'une importante promotion qui leur permet d'être programmés dans une soixantaine de concerts. La Biennale de la chanson française assure également un rôle de communication et de relai pour ces artistes.
Par ailleurs, la Biennale de la chanson française édite, après chaque concours, un CD promotionnel disponible en prêt gratuit dans toutes les médiathèques de la Communauté française de Belgique.

## Le Rallye Chantons français!
Depuis 2001, la Biennale assure la coordination du festival « Rallye Chantons français ! ». Celui-ci a lieu à Bruxelles chaque dernier week-end de septembre et propose gratuitement une cinquantaine de concerts dans une vingtaine de lieux de dimension variable (Centres culturels, cafés-théâtres, salles de spectacle...).
S'y croisent stars confirmées (Suarez, Allain Leprest, Daniel Hélin, Jean-Louis Daulne, Philippe Lafontaine, Marka, etc.) et artistes émergents (Vincent Delbushaye, Stéphanie Blanchoud, Gaetan Vassart, etc.).
Chaque concert dure maximum une heure et les horaires sont faits pour permettre au public d'assister à un maximum de concerts dans un maximum de salles, conformément à l'esprit de « rallye » de ce festival.
L'édition 2010 du Rallye Chantons français ! a lieu du 24 au 26 septembre 2010. Les principales têtes d'affiche (parmi plus de cinquante artistes) en sont Sttellla, Urban Trad, Tam Echo Tam, Mièle, Daniel Hélin, Zoé, Jean-Louis Daulne, Didier Odieu et Daphné D.

## Lauréats
Le tableau ci-après reprend, par année de concours, les lauréats et leurs prix :
| Artiste                          | Année | Classement                                                              |
| -------------------------------- | ----- | ----------------------------------------------------------------------- |
| Tam Echo Tam                     | 1994  | Premier lauréat                                                         |
| Anouk (Ganzevoort)               | 1994  | Deuxième lauréat, Prix de l'émotion                                     |
| Hughes Maréchal                  | 1994  | Troisième lauréat                                                       |
| Philmarie                        | 1996  | Premier lauréat                                                         |
| Marie-Sophie Talbot              | 1996  | Deuxième lauréat, Prix du public                                        |
| Tome Deux (Fabienne Coppens)     | 1996  | Troisième lauréat, Prix de la Sabam                                     |
| Daniel Hélin                     | 1998  | Premier lauréat, Prix du public                                         |
| Coincidence (Sébastien Duthoit)  | 1998  | Deuxième lauréat                                                        |
| Zo                               | 1998  | Troisième lauréat ex aequo                                              |
| Zoé                              | 1998  | Troisième lauréat ex aequo                                              |
| Dimitri                          | 2000  | Premier lauréat                                                         |
| Enzo Piccinato                   | 2000  | Deuxième lauréat                                                        |
| Marie Chasles                    | 2000  | Troisième lauréat                                                       |
| Milmilada                        | 2000  | Coup de cœur, Prix Finale Biennale                                      |
| Alex Onor                        | 2000  | Prix Finale Biennale                                                    |
| Robin                            | 2002  | Premier lauréat                                                         |
| Vincent Delbushaye               | 2002  | Deuxième lauréat                                                        |
| François Spi                     | 2002  | Troisième lauréat                                                       |
| Cloé du Trèfle                   | 2002  | Prix "Couleur Chansons"                                                 |
| Guy Rombaux                      | 2002  | Prix "Une autre Chanson"                                                |
| Téna                             | 2002  | Prix du public                                                          |
| Orchestre du Mouvement Perpétuel | 2004  | Premier lauréat                                                         |
| Stéphanie Blanchoud              | 2004  | Deuxième lauréat                                                        |
| Perrine & JeanMi                 | 2004  | Troisième lauréat                                                       |
| Rue des Pêcheries                | 2004  | Prix du public                                                          |
| Daphné D                         | 2006  | Premier lauréat, Prix du public                                         |
| Léonie Lob                       | 2006  | Deuxième lauréat                                                        |
| Mary M                           | 2006  | Troisième lauréat                                                       |
| Renzo Gotto                      | 2006  | Prix "Couleur Chansons"                                                 |
| Oxymore                          | 2008  | Premier lauréat, Prix Sabam                                             |
| Achille Ridolfi                  | 2008  | Deuxième lauréat, Prix du public                                        |
| Brazuk                           | 2008  | Troisième lauréat, Prix "Ca balance pas mal à Liège"                    |
| Erno                             | 2008  | Prix Finale Biennale, Prix "Climax"                                     |
| Rubicub                          | 2008  | Prix Finale Biennale                                                    |
| Karim Gharbi                     | 2010  | Premier lauréat, prix de la Sabam, prix Climax, prix "Bijou" (Toulouse) |
| Coenguen                         | 2010  | Deuxième lauréat                                                        |
| Jules&Jo                         | 2010  | Troisième lauréat                                                       |
| Pierre Simon (ex Clandestine)    | 2010  | Prix du public, prix Biennale                                           |
| Florian Parra                    | 2010  | Prix Biennale                                                           |
| Aurore D                         | 2010  | Prix spécial "Coup de cœur"                                             |
| Tout Finira Bien                 | 2014  | Lauréat                                                                 |